# Model Shop
Model Shop är en fransk-amerikansk film från 1969, regisserad av Jacques Demy. Filmen hade svensk premiär den 5 maj 1969. Filmen är en uppföljare till Demys Lola från 1961.

## Rollista
| Anouk Aimée   | – Lola aka Cecile |
| Gary Lockwood | – George Matthews |
| Alexandra Hay | – Gloria          |
| Carol Cole    | – Barbara         |
| Tom Holland   | – Gerry           |